# Neostapfia
Neostapfia is een geslacht uit de grassenfamilie (Poaceae). Het geslacht is vernoemd naar botanicus Otto Stapf. De enige soort van dit geslacht, Neostapfia colusana, komt van nature enkel voor in Central Valley in Californië. Deze zeldzame grassoort staat op de lijst van bedreigde soorten in de Verenigde Staten.

## Soorten
Van het geslacht zijn de volgende soorten bekend: 
- Neostapfia colusana